# Minions (stripreeks)
Minions is een Belgische stripreeks van tekenaar Renaud Collin, gebaseerd op de figuren uit de Despicable Me-franchise. De strips worden uitgegeven door Dupuis.
De gags verschijnen vanaf 2013 in het stripblad Spirou.

## Verhaal
De Minions zijn kleine gele wezentjes met eigen gewoonten en codes, die van bananen houden.

## Albums
| Nr. | Titel             | Verschenen    | ISBN               |
| --- | ----------------- | ------------- | ------------------ |
| 1   | Banana            | Juni 2015     | ISBN 9789031433629 |
| 2   | Evil Panic        | Oktober 2015  | ISBN 9789031433834 |
| 3   | Viva dè boss      | November 2018 |                    |
| 4   | Paella dé mundo   | November 2019 |                    |
| 5   | Sporta Bikini     | Juni 2021     |                    |
| 6   | Mini Boss Kabuki! | Juni 2021     |                    |